# 钱谦益
钱谦益（1582年10月22日—1664年6月17日），字受之，初號尚湖，又号牧斋，晚号绛云楼主人、蒙叟、东涧老人，又因其住址而称虞山、因其职位而称宗伯，直隶常熟县（今江蘇省苏州市常熟市）人，万历三十八年探花。作为明末清初时期文学领域的集大成者，钱谦益引领文坛长达五十年之久。在政治上钱被视为東林黨或復社人士。明朝时四次出仕，官至礼部尚书。后在南京降清，任礼部侍郎五个月，有“贰臣”之目。辞官后投入反清复明运动，为遗民义士接纳，更成为联络东南与西南抗清复明势力的总枢纽。后钱谦益的诗文被乾隆帝下诏禁毁。
陈寅恪认为其是“复国之英雄”，“应恕其前此失节之愆，而嘉其后来赎罪之意，始可称为平心之论”，并称钱与其妻柳如是的诗文足以“表彰我民族独立之精神，自由之思想”。

## 生平

### 早年经历

#### 探花及第
明萬曆十年九月二十六日（1582年10月22日），钱谦益生于南直隶苏州府常熟县城东宾汤门内坊桥西，系五代吴越国武肃王钱镠裔孙。祖父錢順時，嘉靖進士。父钱世扬，母顾氏。幼年聪慧，受春秋于其父，后拜族叔钱继科为师。十二岁时，患天花，险些喪命。十五岁时随父亲出入佛寺，并从此对佛学产生终生的兴趣。万历二十七年（1599年），十八岁时补苏州府学生，后在江南与士林俊杰广为交游。万历三十二年（1604年），东林书院创办，钱谦益赴焉学习，师从顾宪成、高攀龙等人。二十四岁时，同县的瞿式耜（时年18岁）从学，并与钱谦益维持师弟关系始终，钱称其谓“我稼轩”（稼轩为瞿式耜之号）。万历三十四年（1606年），参加应天府乡试，获得第三名（經魁），座主为徐良彦与傅新德。翌年（1607年）赴北京参加会试落第。万历三十八年（1610年）春，二十九岁再次赴京赶考，在会试中首策即颂扬张居正的功劳，一举中第。在接下来的殿试中，以内阁首辅担任主考官的叶向高属意钱谦益，欲将其点为状元，而当时司礼监传来的情报也是如此。但宣党汤宾尹用重金贿赂宫中的太监，将自己的门生韩敬拔擢至第一名，钱谦益则屈居探花，“士论大哗”。后授官翰林院编修，但同年五月父亲钱世扬去世，钱谦益回乡丁忧，立朝前后仅旬月。归野后，因万历末期的党争愈演愈烈，钱谦益一直未能起复。

#### 东林党祸
万历四十八年（1620年），明光宗继位，同年八月，起复钱谦益任翰林院编修。天启元年（1621年），主考浙江乡试。考试结束后，给事中温体仁发现中举者钱千秋将“一朝平步上青云”拆开分别缀入答卷第7段之后，有作弊之嫌，钱谦益也自行向有关部门反映了这一问题。翌年（1622年）该案查明，钱千秋系受人蒙骗所为，被判充军，钱谦益作为主考官因失察被罚俸三個月。同年冬天钱谦益称病返回老家，途中作诗自嘲称“老大不堪论剑术”。
天启四年（1624年）秋，起复少詹事，并参与《神宗实录》的编纂，因而得以在国史馆中检阅史料，著成《皇明开国功臣事略》等书。当时辽东局势日益崩坏，一些关心国政、好谈兵事的士大夫常常集会在钱谦益的官邸中，“清夜置酒，明灯促坐，扼腕奋臂，谈犁庭扫穴之举”。
钱谦益与东林党人交游甚笃。他的父亲是顾宪成的同学、朋友，钱谦益十五岁时就曾拜谒顾宪成，后长期就学东林书院，对顾推崇备至，称他“醇然有道”。入京后，拜孙承宗为师，自称：“余举进士，出吾师高阳公们。”还将邹元标视作“余之执友”，引缪昌期为“同志”。特别与杨涟相善（杨涟曾为常熟知县），杨涟曾说：“吾生平畏友，子（指钱谦益）与元朴耳。”这使得他在天启年间的党锢之祸中受到牵连。
当时阉党崔呈秀作《东林党人同志录》，指钱谦益为党魁；王绍徽作《东林点将录》，比钱谦益为“天巧星浪子左春坊左谕德钱谦益”。天启五年（1625年）五月，受御史陈以瑞弹劾，削籍南归。回乡后不得不过着低调的生活，“投老经年掩荜门，清斋佛火自晨昏。”

#### 枚卜罢归
崇祯元年（1628年）七月，第三次赴京，就任礼部右侍郎兼翰林院侍读学士。十一月，会推内阁大臣，候选人为成基命、钱谦益、郑以芳、李腾芳、孙慎行、何如宠、薛三省、盛以弘、罗喻义、王永光、曹于汴共11人。时任礼部尚书温体仁人望较轻，并不在名单上。而刚刚在袁崇焕处理锦州兵变一事中奏对获得崇祯帝称赞的礼部侍郎周延儒，也因为“望轻”而被排除在外。温体仁揣测崇祯帝必然有所怀疑，于是在十一月初五日上疏攻击钱谦益“关节受贿，神奸结党”。崇祯帝看到温体仁的奏疏后心中怀疑，便在次日（十一月初六日）召集有关大臣在文华殿开会。会上，温体仁“言如涌泉”，对崇祯帝说钱谦益“结党受贿，举朝无一人敢言”，引导崇祯帝产生“满朝俱是谦益一党”的认识。崇祯帝一直就担心朝中大臣结党，便立刻对温的发言表示赞许。钱龙锡等大臣纷纷为钱谦益开脱，吏科都给事中章允儒言辞最为激烈，他说：“温体仁觊觎相位很久了，否则弹劾钱谦益什么时候不可以，何必要等到会推阁臣的时候？”温体仁回应：“钱谦益此前在闲散衙门，我今天弹劾就是为了朝廷考虑（防止这样的坏人进入内阁）。章允儒这样说，看来他们是真的结党了。”崇祯帝当场调出钱千秋的答卷，看完之后，斥责钱谦益，还感叹说：“要不是温体仁，朕就要被欺骗了。”于是将章允儒逮入诏狱，并批评为钱说情的人。当时在场者没有一人站在温体仁一边，只有周延儒此时插话说：“会推阁臣表面上很公正，实际上都是少数几个大臣在操纵。其他人都不敢说，否则只是为自己惹事。钱千秋的案子已经定论，不用再征求大臣们的意见了。”于是崇祯帝当场将钱谦益“革职听勘”，章允儒以及给事中瞿式耜、御史房可壮等人都因为涉嫌和钱谦益结党而被降职或免职，而11名会推候选人一并弃用。

#### 丁丑之狱
后温体仁为相。崇祯十年（1637年）正月，温体仁指使常熟人张汉儒诬告钱谦益和瞿式耜居乡“贪肆不法”等58条罪状，巡抚张国维、巡按路振飞接连上疏言钱谦益无罪，但温体仁仍拟旨将钱、瞿于三月逮入北京刑部严讯。途中，钱、瞿二人一路拖沓流连，谋划对策、寻求关系，在山东德州受到了钱的好友卢世、程泰的招待。闰四月二十五日二人入狱，后钱谦益作《狱中杂诗三十首》。
在此之前，钱谦益曾与太监王安、曹化淳相善，于是便求解于当时在司礼监任职的曹化淳。张汉儒得知了这一消息，告诉了温体仁，温体仁又秘密禀告了崇祯帝，并奏请一同将曹化淳下狱论罪。崇祯帝未表态，反而将温体仁的意见转告给了曹化淳。曹化淳十分害怕，请求自己审理该案，崇祯帝同意。后来曹化淳审问出了张汉儒与温体仁交结的情况，向崇祯帝报告，崇祯帝方才发觉“体仁有党”。再加上抚宁侯朱国弼正在此时又弹劾温体仁，崇祯帝便下诏立即处死张汉儒，并在当年六月不加挽留地迅速批准了温体仁的辞呈。但是钱谦益并未因为温体仁的去相而很快出狱，直到次年（崇祯十一年，1638年）八月才得以获释，返回江南。
之后復社推举周延儒入阁为相，钱谦益与复社关系紧密，并与周延儒频繁往来书信并亲密会晤，但周当政后却并未起用钱谦益，还说钱“正堪领袖山林耳”。
终万历、泰昌、天启和崇祯四朝，钱谦益3次为官，前后累计不足4年。

### 迎娶柳如是
崇祯十二年（1639年）冬，钱谦益到访杭州。在名妓草衣道人王微处，他读到了同为名妓的秦淮八艳之一柳隐（字如是）所写的《西湖八绝句》，对其中“垂杨小院绣帘东，莺阁残枝未相逢。大抵西泠寒食路，桃花得气美人中”特别是“桃花得气美人中”一句赞叹不已，遂邀请柳如是同游西湖。
崇祯十三年（1640年）冬十一月，柳如是女扮男装，以“柳儒士”之名到常熟虞山半野堂拜访钱谦益，作诗称赞钱说：“声名真似汉扶风，妙理玄规更不同。一室茶香开澹暗，千行墨妙破冥蒙。竺西瓶拂因缘在，江左风流物论雄。今日沾沾诚御李，东山葱岭莫辞从。”将钱谦益比作东汉的马融、李膺和东晋的谢安，并流露出对钱的爱慕，希望能结成姻缘。钱谦益次韵回赠：“文君放诞想流风，脸际眉间讶许同。枉自梦刀思燕婉，还将抟土问鸿蒙。沾花丈室何曾染？折柳章台也自雄。但似王昌消息好，履箱擎了便相从。”将柳如是比作卓文君、薛涛，还借用章台柳的典故表示了对柳如是身世的理解，最后做出了“履箱擎了便相从”的急切回应。后钱谦益专门刻《东山酬和集》以记，并尊称柳如是为“河东君”。
这次会面之后，钱谦益命人连夜新建房屋，10天后落成，依佛经“如是我闻”之意定名为“我闻室”。十二月初二日，钱谦益迎柳如入我闻室落成。当晚，钱谦益在半野堂举行寒夕文宴，柳如是及当地的名士程嘉燧、徐锡允等人参加。钱谦益作诗邀约柳如是：“清樽细雨不知愁，鹤引遥空凤下楼。红烛恍如花月夜，绿窗还似木兰舟。曲中杨柳齐舒眼，诗里芙蓉亦并头。今夕梅魂共谁语，任他疏影蘸寒流。”柳如是回应称：“谁家乐府唱无愁，望断浮云西北楼。汉珮敢同神女赠，越歌聊感鄂君舟。春前柳欲窥青眼，雪里山应想白头。莫为卢家怨银汉，年年河水向东流。”陈寅恪根据徐锡允的诗考证认为，柳如是在席间“豪饮”，而且“放诞风流之活泼举动，殊有逾越当日闺阁常规者。”59岁的钱谦益与23岁的柳如是从当天开始同居，这一晚的文会“乃牧斋一生最得意、又最难忘之事”，直到临终前追忆此景时，钱谦益还说：“老夫聊为秉烛游，青春浑似在红楼。买回世上千金笑，送尽平生百岁忧。”
崇祯十四年（1641年）正月，钱谦益与柳如是共同赴苏州、嘉兴游览，后二人相别，柳如是作《春日我闻室作呈牧翁》一诗。六月初七日，钱谦益在松江作《催妆词》8首，以匹嫡之礼迎娶名妓柳如是，二人正式结缡于芙蓉舫中。但致非議四起，婚禮中的船被扔進了許多瓦石，甚至有士大夫攻击说钱谦益此举“亵朝廷之名器，伤士人大夫之体统”，但钱谦益仍“怡然自得”。婚后夫妻感情和睦，时常讨论日益孔棘的国事，并屡有诗文唱和。钱谦益的诗作“气骨苍峻，虬松百尺”，柳如是不及，但是柳如是的作品却“幽艳秀发，如芙蓉秋水，自然娟媚”，即便是钱谦益“亦逊之”，二人“旗鼓各建，闺阁之间隐若敌国云”。是年十一月，钱谦益与柳如是同游镇江、苏州，拜谒了南宋抗金名将韩世忠及其妻梁红玉的坟墓。
崇祯十六年（1643年），钱谦益售卖珍藏的宋本《汉书》，在半野堂之后新筑了绛云楼两层五楹，作为和柳如是的新居，并广纳藏书数万卷。
黄宗羲评价说：“柳姬定情，为牧老生平极得意事。缠绵吟咏，屡见于诗。”

### 乙酉失节
崇禎十六年（1643年）三月，崇禎帝下詔徵訪合適擔任督撫的人選，吏部尚書鄭三俊遂推薦了錢謙益。後來崇禎帝在召對刑部尚書徐石麒時，稱讚“錢某博通今古，學貫天人”並數次詢問近況。
崇祯十七年（顺治元年，1644年），崇祯帝終於任命钱谦益总督浙江和南直隶并控扼海道，与史可法、马士英形成鼎足而立之势，但因甲申之变的发生而不果。三月十九日，李自成攻破北京，崇祯帝在煤山自缢。
皇帝驾崩的消息传到南方后，钱谦益谋划推举皇室疏宗潞王朱常淓继位为帝。但福王朱由崧最终继位，马士英出任内阁首辅。钱谦益惧祸，遂阿附马士英，并推荐蔡奕琛、祁逢吉、唐世济、邹之麟、陶崇道、郭昭封等人。马士英遂任命钱谦益任礼部尚书、协理詹事府并担任经筵讲官。钱谦益到南京后，首先上疏言严内治、定庙算、振纲纪、恤人才四件事，不久加封太子太保。后钱谦益更上疏推举被认为是阉党的阮大铖，阮因此而入主兵部。时论非之。对关于弘光帝的秽迹的传闻，钱谦益日后曾专门批驳称：“一年天子小朝廷，遗恨虚传覆典刑。岂有庭花歌后阁？也无杯酒劝长星。吹唇沸地狐群力，嫠面呼风羯鬼灵。奸佞不随京洛尽，尚流余毒螫丹青。”黄宗羲认为这首诗“存作诗史可也”。
弘光元年（顺治二年，1645年）四月，清军南下，扬州危急，钱谦益自请督师江北，被皇帝温旨慰留。清军攻破扬州后危急南京，弘光帝召对大臣们寻求解决之道。马士英主张迁都贵阳（马系贵阳人），钱谦益力言不可，乃罢。清军渡江后，弘光帝召对讲官，有人称“胡马畏暑，必不渡江”，钱谦益当面斥责了这一说法，并在多年之后作诗反思这一段历史时再次讥讽（“执热汉臣方借箸，畏炎北骑已扬舲。”）。清军兵临城下，弘光帝出狩。。钱又告訴其他大臣说：“事至此，唯有作小朝廷求活耳！”
五月初十日凌晨，弘光帝与马士英等人逃离南京，城内遂“乱作一团”。五月十四日，钱谦益令人传语：“宜速往浙中择主拥戴，以图兴复”，又写了密信给时在杭州的潞王朱常淓，“意在拥戴”。五月十五日，錢謙益与大学士王铎、忻城伯赵之龙率文武大臣在滂沱大雨中開城向清豫亲王多鐸迎降。当时降清诸臣向多铎献礼，甚至有人一下子拿出数万两白银的现金，但钱谦益“独致礼甚薄”。多铎命令钱谦益带兩名清朝官员和500名骑兵清理明故宫，在皇城正门的洪武门前，钱谦益忽然跪下四拜，余人都很惊讶，钱解释说：“太祖高皇帝三百年王业，一旦废坠，能无痛心？”之后钱谦益为清朝作檄文传谕四方招降，还对多铎建言说：“吴下民风柔弱，飞檄可定，无须用兵。”翌年，钱谦益解释说，在清兵包围南京才一天的时候，自己就“挺身入营，创招抚四郡之议”，在后来因剃发易服政策激起江南的反抗之后，他“面启豫王，恳求禁戢抢杀，别明逆顺。抗论往复数四，王颇变色动容，众皆缩舌慄骨”，之后“南都文武大臣，叹息相告”。不久，弘光帝被清军抓住，羁押在南京。多铎组织降清诸臣前往探望弘光帝，只有钱谦益一人行礼如故，并涕泗横流，至“不能起”。后剃发令下，钱依令剃头。

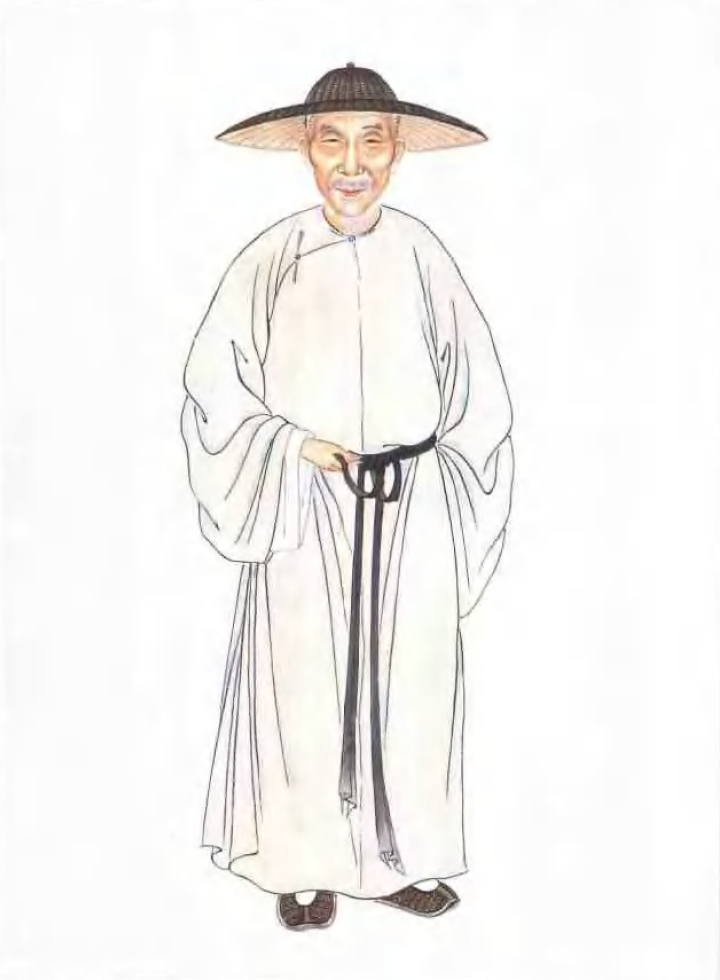
《清代學者像傳》之錢謙益

顺治二年（隆武元年，1645年）九月，多铎奉命押解被俘的弘光帝北上，钱谦益等随行，于十月十五日到达北京。柳如是并未循例随行，此举得到钱谦益后来的夸赞（如作诗称“衣朱曳绮留都女，羞煞当年翟茀班”）。顺治三年（隆武二年，1646年）正月，钱谦益被清廷任命为禮部侍郎（因清廷只承认崇祯朝为正统，为钱在崇祯朝最高官职为礼部侍郎）管秘書院事，任《明史》館副總裁。同年六月告病，清廷准予其还乡并享受相关待遇。
钱之仕清，被人嘲笑為“兩朝領袖”。時人有詩讥讽称：“錢公出處好胸襟，山斗才名天下聞。國破從新朝北闕，官高依舊老東林。”而钱谦益一生著述颇丰，自行编纂按时间编纂了文集，脉络清晰。但在降清后的一年未留下一诗一文，他自称对诗文创作感到心灰意冷，决定“绝意著述”。
临行返乡前，钱谦益向常熟士绅作《与邑中乡绅书》，对自己的降清行为大力辩解，称自己“弃身舍命，为保全万姓”，还说当时家人人民抗清的行动“事后密报，络绎不绝”，要不是自己“一力遮盖，曲意斡旋”，则这些人必不能“安眠高枕以有今日”，最后劝同乡乡绅“引生机，迎善气”，莫再作抗清打算，自己则如果有朝一日返回常熟那么希望“使鄙人心迹本末，昭然明白”，但从文中仍存有的华夷之辨观念可以想见钱谦益日后的思想转变。同时，钱谦益还在北京的原明桂王府内作《观管夫人画竹并书松雪公修竹赋敬题短歌》，另有《丙戌南还赠别故侯家妓人冬哥四绝句》及《燕市别惠、房二老》，这是他甲申年之后第一次作诗。返乡途中，钱谦益路过德州，借住在丁酉之狱北上途中曾投宿过的朋友程泰和卢世家，看到了程家所藏的崇祯帝书法，并在旁题诗感怀明朝。柳如是亦北上迎接钱谦益于德州，并中秋节当日与钱参加了程泰、卢世等人举办的宴会。离开德州后，钱谦益在十月初回到了苏州或常熟。
关于失节降清的原因，钱谦益在投入反清复明运动之后并未再加以解释，历来也众说纷纭：有人认为是因为他的“政治幼稚病”加之性格软弱所致；有人认为是为了追求高官厚禄；有人认为是大传统下“臣节观”不敌小传统下“乐生观”的结果；还有人认为钱之降清是为了打入敌人内部，委曲求全，为后来的抗清做准备。陈寅恪认为“牧斋降清，乃其一生污点”，是因为“其素性懦弱、迫于事势使然”，但是他同时还说钱谦益在于柳如是相别北上的“离筵之际”就已经决定了其“复明之志愿”。

### 反清复明

#### 两次被逮
順治三年（隆武二年，1646年）冬天，钱谦益的学生瞿式耜在广东肇庆拥立桂王朱由榔登基，建立永曆政权。而江阴反清名士黃毓祺冒雪访钱谦益家，柳如是倾其所有助饷义军。
順治四年（永曆元年，1647年），钱谦益被人告发反清，于三月三十日，钱谦益在常熟（一说苏州）晨兴礼佛的时候被逮捕押送往北京刑部。柳如是则一路跟随北上，借住在真定府的梁慎可家雕桥庄，还“上书代死，否则从死”。约四十日后钱被释放。其间正逢柳如是30岁生日，钱谦益遂作《和东坡西台诗韵六首》，既将柳如是称为“賢妻”，也在其中透露自己的复明心迹，诗成后将该组诗传阅江南士林以求唱和，但只有谢象三等寥寥几人应和。出狱后，钱谦益还和在北京任官的惠世扬、房可壮等人有诗词酬答。同年秋天，钱谦益返乡，柳如是随行，其间仍在德州卢世家停留。同年冬天，钱谦益抵达苏州，入住拙政园，但仍受地方官吏监控。翌年管制渐松，钱谦益得以回常熟居住，其弟子钱曾也得以“日从牧翁游”。
顺治五年（永历二年，1648年），钱谦益再次因反清被逮入监狱。起因是该年四月，清朝凤阳巡抚陈之龙在通州擒获了反清志士黄毓祺，搜出了黄的总督官印以及一些“悖逆诗词”，并上奏称钱谦益曾留宿并资助黄毓祺。五月，钱谦益被清廷两江总督马国柱逮往南京，但人身相对自由。后来马国柱以“谦益、毓祺素非相识”将此案了结。钱谦益直到次年（顺治六年，永历二年，1649年）春天以后方得以离开南京。这一次引发了江南遗民的极大同情，纷纷前来慰问，并与林古度、盛集陶、顾梦游、濮仲谦、金渐皋、冯文昌等名士交游唱和，当时“名纸填门，诗卷堆案，长干传为盛事”。就此钱谦益被江南的遗民文化圈所接纳，并完成了入清之后的心态转换——从出儒入佛、誓断笔墨到反清复明、投笔报国。钱谦益感慨说，从这时开始，自己才敢公开地以遗民、义士自居。
但陈寅恪在《柳如是别传》中考证认为钱谦益仅清初近落狱一次，是在顺治四年（永历元年，1647年）因为黄毓祺反清案被逮，囚于南京，并认为清朝方面关于钱谦益在顺治五年（永历二年，1648年）被捕的记载皆有误。

#### 楸枰三局
顺治六年（永历三年，1649年），返常熟居住，移居红豆山庄。九月写密信交由任永历朝内阁大臣的弟子瞿式耜之家仆带回广西。对于这位数年不见曾经生死与共的弟子，钱谦益在信中“绝不道及寒温家常字句，惟有忠义驱赶，溢于楮默之间”。在信中，钱谦益说他现在勉强不死，只是为了能等待明朝光复大业完成之后拜见永历帝及朝谒明太祖的孝陵，到时候再“槃水加剑，席蒿自裁”。瞿式耜谅解了钱谦益的苦衷，说他“身在虏中，未尝须臾不念本朝”，还说钱谦益“为异域之臣，犹知眷恋本朝，早夜筹维，思一得以图报效”，足以证明“天下人心未尽澌灭”，实在是“祖宗三百年恩养之报”。除此之外，钱谦益还提出了“楸枰三局”之策。钱谦益以围棋设喻，将光复中原的大业的战略构想按照稳健或进取分为“全着”、“要着”和“急着”：“全着”是指即先移重兵恢复长江中游的荆州、襄阳，“上扼汉沔，下撼武昌”，则“大江以南在吾指顾之间”，等“江南既定，财赋渐充，根本已固”的时候，再“移荆汴之锋扫清河朔”；“要着”是指趁着“吴三桂休兵汉中”的机会，从贵州等地“以重兵经由遵义入川”，平定四川之后，则“上可以控扼关陇，下可以掇拾荆襄”；所谓“急着”是鉴于当时两广形势的急迫，先行策动镇守辰州、常德等地的马蛟麟反正，然后再用大军“亟先北下洞庭”，则“处处必多响集”，那么“恢楚恢江，克复京阙”则指日可待了。瞿式耜接纳了钱的主张并全文转呈给永历帝，并说钱谦益“规画形势，了如指掌，绰有成算。”
顺治七年（永历四年，1650年），三月，黄宗羲来到常熟拂水山庄与钱谦益会晤，表面上只是翻阅绛云楼的藏书，实际上是讨论利用鲁王旧部抗清及招降清朝台州总兵马进宝的事情，并且“凭烟引烛烧残话”。临走前一夜，钱谦益提着灯笼来到黄宗羲的床前，赠以白银七两，声言是柳如是的意思。五月，钱谦益孤身前往金华劝说马进宝反清，并将其比作东汉的名将马援，但说降效果不佳，马只是向清廷奏请了将家人接到金华。钱谦益此行，路过杭州等地，多次赋诗，并收入《有学集》卷3的《庚寅夏五集》中。闰十一月，孔有德率清军攻破桂林，身为留守大学士的瞿式耜被俘。在囚系期间，瞿式耜和一同被俘的总督张同敞互相唱和、赋诗明志，写成了《浩气吟》40首，其中一首七律《自入囚中，频梦牧师，周旋缱绻，倍于平时，诗以志感》为怀念老师钱谦益所作，称：“君言胡运不灵长，伫看中原我武扬。颇羡南荒留日月，宁知西土变冠裳。天心莫问何时转，臣节坚持讵改常。自分此生无见日，到头期不负门墙。”后瞿式耜宁死不降，被孔有德处斩。钱谦益闻讯作五言排律一首《哭稼轩留守相公诗一百十韵用一千一百字》，全诗对仗、一韵到底，感情真挚恳切，开头说“师弟恩三纪，君臣谊百年。哀音腾粤地，老泪洒吴天。”钱又回忆起师生情意说：“稼轩就义后，灯明月白，思其少年诵读，声音琅琅然如在吾耳，不自知涕之无从也”。到了瞿式耜灵柩归葬常熟，钱谦益又作《哭留守相公》悼念，并为《浩气吟》作序。直到钱谦益临终前，复明大业已告无望，仍念及瞿式耜（“辛苦苍梧旧留守，忠魂常领百僚班”）。吴伟业评价两人的感情说：“钱宗伯牧斋为诗哭之，得百二十韵，其叙《浩气吟》，文词伉烈，绝可传。稼轩在囚中，亦有《频梦牧师》之作。盖其师弟气谊，出入患难十余年，虽末路顿殊，而初心不异……”
后来复明大业希望渺茫，钱谦益一直对“楸枰三局”的规划未能实现衔恨不已，如称“腐儒未谙楸枰谱，三局深惭廑帝思”、“可怜纸上楸枰局，便是军前画笏时”、“廿年薪胆心犹在，三局楸枰算已违”等。

#### 联络东南
顺治八年（永历五年，1651年），正月，钱谦益长孙出生，钱谦益为其取名为“佛日”、字“重光”、小名“桂哥”。钱谦益将劝降的帛书拜托给黄宗羲的弟弟黄宗炎再次到金华劝降马进宝，马敷衍了事。八月，马进宝出兵海门，攻陷了明朝鲁监国政权所控制的舟山。九月，钱谦益正逢70岁寿辰，但却以“避寿”为名离家去往南京，住在佟国器家，后又往大报恩寺居住，为“顺治十六年己亥郑延平大举攻取南都”作准备。
顺治九年（永历六年，1652年），明朝将领李定国在四月收复桂林，清朝定南王孔有德自焚，又于十一月收复衡州，阵斩清朝敬谨亲王尼堪，史称“两蹶名王，天下震动”。钱谦益闻讯对李定国大加赞赏，后将其比作中兴唐朝的郭子仪、李光弼（如“名王献馘图新绘，叛帅焚尸檄久移。薄海儿童知李令，肯教唐史独昭垂？”再如“云台高筑点苍山，异姓勋名李郭间。整束交南新象马，恢张辽左旧河关。”）。李定国亦承制命钱谦益与严栻联络东南抗清义师，钱谦益遂“日夜结客，运筹部勒”。后来李定国兵败退师，钱谦益“仍事联络，其志弥苦矣”。十二月，钱谦益以祀神的名义迎鲁监国所封的仁武伯姚志卓与朱全古于其家，带来了李定国的蜡书和郑成功的密信，制定了去贵州永历朝廷请命的计划，次年由姚志卓等人完成。钱谦益还同时任永历朝大学士的文安之有书信来往。
顺治十一年（永历八年，1654年），明定西侯张名振、诚意伯刘孔昭及张煌言三次率军进入长江口，第一次抵达镇江、瓜洲，第二次抵达仪征，第三次直逼南京，为接应从上游而来的孙可望部但不成功。钱谦益参与了上述行动的策划，并与柳如是前往白茆港犒师。同年秋天，钱谦益以祝贺马进宝40岁生日及新生儿子的名义，再次到达金华，作《伏波弄璋歌》讽谏，但马进宝虽然“爱接纳名流”，但“实不通文墨”，并不了解钱诗中的微言大义。八月，姚志卓再到红豆山庄，钱谦益和柳如是倾囊相助，为姚志卓招募了500名士兵，别号“五百罗汉”，后姚在次年秋天攻取崇明的战斗中牺牲。当年，钱谦益还多次前往苏州，“表面则共诸文士游宴，征歌选色”，实际则“阴为复明活动”。
顺治十二年（永历九年，1655年），钱谦益亦屡次往返于常熟于苏州之间。在苏州，钱谦益曾过访寓居太湖东山岛的原隆武朝大学士路振飞之子路泽溥。当时钱的学生郑成功在苏州秘密安排了商号从事反清的联络工作，故有人认为钱之多次赴苏州，“与通海之举动有关”。冬天，钱谦益赴淮安拜访原为明朝将领、清漕运总督蔡士英，陈寅恪认为“此行必与复明运动相涉”。事后，钱谦益并未返回常熟过年，而是滞留南京，居住在大报恩寺之内，同沈祖孝、魏耕等隐逸相来往，“可见其负有重大使命”（如在年关时节送和尚松影去湖广，或是联络西南永历朝廷）。后魏耕写信给郑成功，制定了率水师攻取南京的计划。
顺治十三年（永历十年，1656年），钱谦益继续以“就医秦淮”的名义滞留在南京，入住戊子之狱中曾居住的丁家水阁，“与有志复明诸人相往还”，继续“为接应郑延平攻取南”作准备。三月，钱谦益自南京返回常熟。九月，钱谦益自与柳如是结婚之后时隔16年再到松江入住徐致远家，停留约1个月，继续游说已任苏松常镇提督的马进宝“响应郑成功率舟师攻取南都”。同年，钱谦益与柳如是移居到白茆芙蓉庄（又名“红豆山庄”），位置在常熟县城东30里的地方，系钱谦益利用巨款购得其母家顾氏的别墅所改建而成。当时的白茆为长江巨镇，临近长江口，既能“避人耳目”，又与东南海上的复明势力“往还较便利”，钱谦益在此同其学生归庄、邓大临以及松江、嘉定等地的遗民“刺探海上消息”。
顺治十四年（永历十一年，1657年），钱谦益再到南京，表面“流连文酒，咏怀风月”，实际上联络遗民义士，其中大量结交僧人，为郑成功的长江之役作准备。
顺治十五年（永历十二年，1658年），钱谦益到杭州拜访黄宗羲、黄宗炎兄弟，并用50两白银赎出羁押在杭州狱中长达十年的抗清名士张煌言的妻子与儿子。
南明史学家顾诚认为，钱谦益作为明清双方瞩目的人物，在清统治区从事复明运动必然做得多、写得少，密信及其它密谋文字亦避免留稿入集，间或留下一些述志感事的作品也不得不以隐晦的文词表达。其许多决策多以柳如是的名义作出，但绝不像许多史籍所称的那样为柳如是牵着鼻子走。

#### 长江之役
顺治十六年（永历十三年，1659年），钱谦益等人筹划多年的军事行动付诸实施。当年六月，钱谦益的学生郑成功率水师大举攻入长江。此时钱谦益再次劝降马进宝，马回答说只有封王才会反清，实际上首鼠两端、作壁上观，但他的中立也使得明军能够顺利的进出长江口（战役结束后马进宝被清廷捕杀）。
在军事行动的初期，郑成功部队势如破竹，六月二十三日光复镇江，七月初七日完成对南京的包围并展谒孝陵。当时长江下游四府三州32县都宣布光复，庐州、凤阳、徽州、池州、广德、九江、南昌、瑞州、饶州、吉安、赣州、韶关、武昌、岳州、荆州、襄阳、汝州、南阳、归德等地纷纷响应，淮安、扬州、苏州、常州“自巡抚而下皇皇欲走”，“中原震动”，顺治帝闻讯准备迁都回沈阳。七月初一日，钱谦益闻讯，十分兴奋，按照杜甫《秋兴八首》的音韵作《金陵秋兴八首次草堂韵》，格调激昂，如称“楼船荡日三江涌，石马嘶风九域阴”、“杀尽羯奴纔敛手，推枰何用更寻思”、“生奴八部忧悬首，死虏千秋悔入关”、“秦淮卖酒唐时女，醉倒开元鹤发翁”、“武库再归三尺剑，孝陵重长万年枝”等。
但郑成功的军事行动并不顺利，在七月二十二日攻城未果，旋即在七月二十三日被清兵突然出击击溃，当夜乘船东撤，于八月初一日到达南通狼山，八月十一日攻崇明不克，九月初七日全军返回福建。钱谦益对此不解，认为之前的失败只是“戎备偶然疏壁下”，而“数子抛残未足悲”，需要“棋于误后转堪思”，清军当时已经“驼马已临迤北路”，正该“便应一战决戎华”，虽然攻取南京失败，但还是应当固守镇江，而不是急忙撤走。八月初十日，78岁的钱谦益与柳如是告别，意欲参加郑成功的军队，“架海梯山抵掌中”，随即乘小船离开白茆港，往崇明岛见郑成功，后于八月十九日前返回家中。直到病终，钱谦益都对这一次军事行动功亏一篑悔恨不已。
郑成功兵败后，许多秘密抗清者被“同袍揭发”，清廷大举搜捕，“连染于列邑搢绅，举室俘囚、游魂旦暮”，且“五毒备至，且骈斩，妻子发上阳”。对于钱谦益何以能逃过株连，尚无有说服力之解答。陈寅恪推测，可能是因为当时清廷兵部尚书梁清标态度暧昧（梁在郑成功进军时作为兵部主官“不发一谋，不建一策”，后来在施琅欲攻取台湾时梁清标上言反对说“当以安静为主”）且与钱谦益是世交，以至于“在外疆臣武将不得不为牧斋回护”。
陈寅恪评价这一段历史时也感到万分惋惜，作诗称：“横海楼船破浪秋，南风一夕抵瓜洲。石城故垒英雄尽，铁锁长江日夜流。惜别渔舟迷去住，封侯闺梦负绸缪。八篇和杜哀吟在，此恨绵绵死未休。”

#### 花开红豆
順治十八年（永历十五年，1661年），二月初四日，清世祖的死讯传到江南，钱谦益邀集朋友在弟子钱曾的述古堂聚会，“张灯夜饮”，认为这正是光复明朝的大好机会（如作诗称“长白一山仍汉塞，卅年松漠怨秋碪”、“而今好击中流楫，已有先声达豫州”）。三月，吕留良过访，钱谦益为其取字“留侯”，期盼其能效法张良、郭子仪，并作《吕留侯字说》。当年秋天是钱谦益80岁生日，吕留良欲作文祝寿，被钱拒绝。临走前，吕拜托钱保重以图再举说：“愿先生力自爱，以副海内之望。”后钱家遭盜劫，“山妻稚子匍匐荒田，片紙寸絲，遂無遺剩。幸以扁舟早出，免于白刃”，钱谦益认为强盗并不是为了谋财而来。六月，黄宗羲派遣儿子黄正谊到常熟拜访钱谦益，钱谦益在扇面上书写了一封密信，由黄正谊带回给黄宗羲。后钱谦益又派遣学生邓大临到黄宗羲隐居的化安山双瀑院中与黄宗羲密谈。秋天，因反清兵败流亡的阎尔梅与遗民严熊来到钱家，三人谈及国变，抱头痛哭。临走前阎尔梅讥诮钱变节之事，但二人此后仍有诗文来往。
这一年的五月，钱谦益所居的红豆山庄中一颗20年未曾开花的红豆树突然开花，钱谦益邀请钱曾等人共赏，并命钱曾先赋诗8首，自己再和诗8首。九月，柳如是派仆人捡到一枚红豆树所结成的红豆子，恰逢钱谦益80岁的寿辰，钱乃又作绝句10首，歌咏红豆，其间通过唱和王维在安史之乱被俘时所作的《凝碧池》抒发“叶落深宫正此时”的亡国之悲。
康熙二年（永历十七年，1663年），永历帝被吴三桂所杀，郑成功、李定国相继病殁，中土的抗清活动基本熄灭。钱谦益“泣血感恸”，作诗称：“海角崖山一线斜，从今也不属中华。更无鱼腹捐躯地，况有龙涎泛海槎？望断关河非汉帜，摧残日月是胡笳。嫦娥老大无栖处，独倚银轮哭桂花。”
康熙三年（永历十八年，1664年）四月，钱谦益病危，黄宗羲、黄宗炎、吕留良、高斗魁、吴之振等江南抗清遗民至常熟探病。此时的钱谦益已经依靠为人作文、获取润笔为生。当时正好有人委托钱谦益写3篇文章，润笔1000两，钱谦益便嘱托黄宗羲代为完成。黄宗羲临走前，钱谦益还特地招呼他到枕边说“只有黄兄了解我的心迹（指晚年参加的秘密抗清活动），我的墓碑文就不拜托别人了”，并将儿子钱贻孙喊来见证。康熙三年五月二十四日（1664年6月17日），錢謙益病故，享年83歲，11年后葬于虞山南麓。龚鼎孳曾作《祭虞山先生钱牧斋学士文》，归庄亦作《祭钱牧斋先生文》。

#### 身后动荡

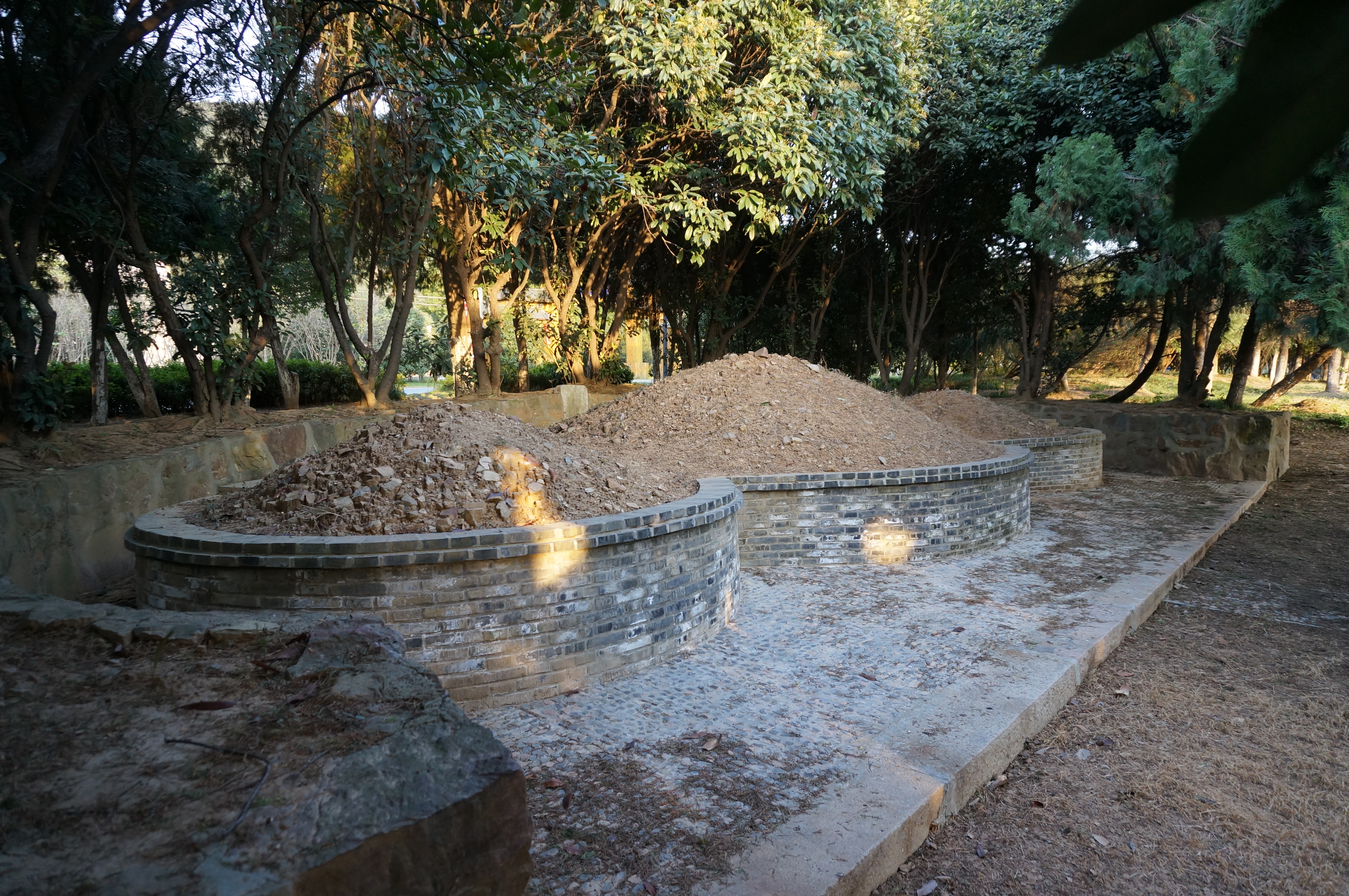
常熟虞山钱谦益家族墓

钱谦益病殁之后，族绅錢朝鼎主使钱曾、钱谦夺取柳如是及女儿、女婿财产，逼索柳如是交出银三千兩，威逼甚急，柳如是不能偿付。同年六月二十八日，即钱谦益卒后34天，柳如是自縊而亡，得年四七。時人以錢曾忘恩負義，與禽獸無異。陈寅恪疑此事与錢曾之父钱裔肃在南明时期贿赂钱谦益有关。
钱门弟子有瞿式耜、郑成功、归庄、毛晋、楊彝、冯班、钱龙惕、钱曾等人。
清乾隆年间，清高宗认为钱谦益人品极差，并亲自作诗讽刺他，使钱谦益的形象开始趋向负面化。而钱谦益的全部著作被乾隆帝下诏禁毁，“勿令遗留片简”，直到20世纪初还属于“禁锢篇”。20世纪中叶，中国历史学家陈寅恪曾作《柳如是别传》考证钱谦益与的因缘及钱柳夫妇的抗清活动。关于该书的创作目的，有辨诬说、自谴自证说、复明运动说、颂红妆的女性史、知识分子及人格心态史、明清文化痛史、自喻自悔说等。

## 学术成就

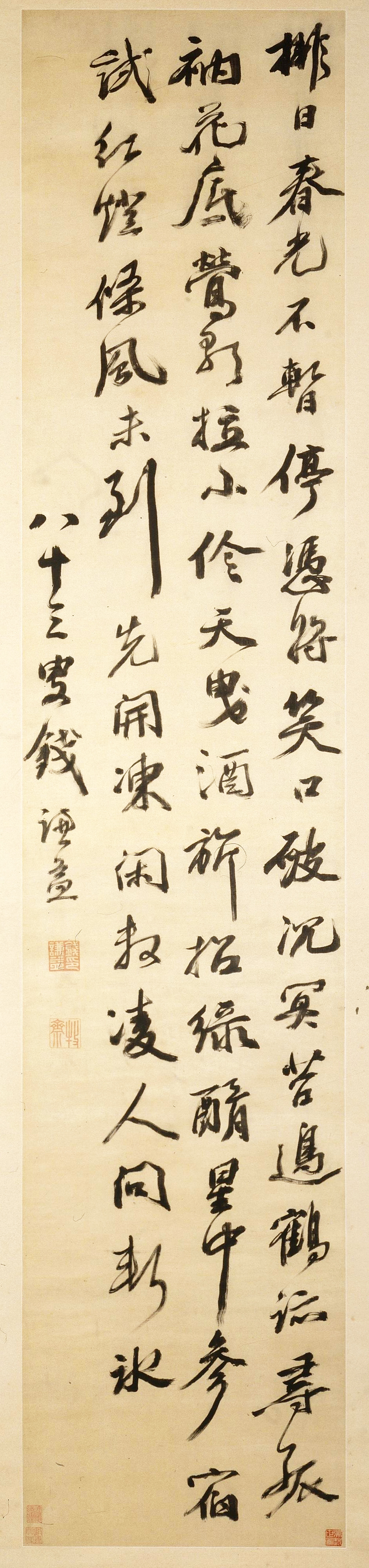
钱谦益行书

### 文学
《清史稿》的《文苑传》序言说：“明末文甚衰矣，清运既兴，文气亦随之一振。谦益归命，以诗文雄于时，足负起衰之责。”一般认为，钱谦益的“起衰”作用主要体现于批判明代诗歌、诗学，建立新体系；利用“文坛盟主”的身份和地位，对后辈诗人提携指导；以优秀的创作实绩，作为新时代诗歌典范的样本。

#### 文学主张
錢謙益學問淵博，反对竟陵派“尖新”、“鬼趣”的文風，倡言“情真”、“情至”，主張具“独至之性，旁出之情，偏诣之学”。
钱谦益认为诗文之道，在于把世运、性情与学问三者整合起来，他说：“夫诗文之道，萌折于灵心，蜇启于世运，而茁长于学问。三者相值，如灯之有柱、有油、有火，而焰发焉。”

#### 诗歌风格
钱谦益终生奉杜甫为诗学成就的最高标准。早年熏染复古派末流的风习，师法前七子与后七子，受李梦阳、王世贞影响很深。至中年以后，受袁中道、汤显祖的影响，方才开始改道易辙，将二十余年的诗文付之一炬。现存的钱谦益的诗文从泰昌元年（1620年）钱39岁时开始收录，万历年间的作品除《吴门送福清公还闽八首》外俱已不存。而《吴门送福清公还闽八首》堆砌了大量台阁体的词汇，艺术成就不高，远远不及前后七子的拟杜之作。
背离七子派诗风后，钱谦益开始学习宋元尤其是宋代诗人的作品，这构成了诗风的“一变”。对宋诗的学习这成就了《初学集》前半部的基本风貌，代表作有次韵苏轼的《彭城道中寄怀里中游好次坡公在徐寄邦直子由之韵四首》、追和范成大的《和范致能燕山道中绝句八首》以及《过滁州怀李三长蘅，长蘅偕上公车，爱滁阳山水，有异时吏隐之约，故及之》等诗。这一时期的钱诗声律格调低调舒缓、用典使事博大庞大、比喻新奇独特、立意对以议论入手。但与此同时，钱谦益也将宋诗的一些缺点带进了自己的作品，如《鳖虱》、《群狐行》等诗指斥政敌皆字面冗杂、立意猥琐。概言之，钱谦益虽能复制宋诗的基本风貌，却无法复制宋诗的审美意趣和人文品格，距离较高的艺术水準仍有不小的差距。
钱谦益还十分擅长当时流行的艳体诗，深受义山体影响，并不可避免地旁涉到李商隐的其它题材上去。崇祯后期开始主动地学习晚唐的诗人，如杜牧、张祜、徐凝、赵嘏等人，实现了诗风的“二变”，《十月朔日抵广陵二首》是其中的代表作品。自此之后，摹仿晚唐诗人的风格，逐渐占据了钱谦益诗歌创作的主流，《初学集》后半部大抵如此。
但是，晚唐诗所生长的背景在晚明时的钱谦益身上并没有完全显现。直到入清以后，国家巨变和个人遭遇在年余之间沉重地打击了钱谦益，使他的晚唐诗体瞬间趋于成熟。在清初数年，钱谦益心态畏缩深沉，他既不愿觍颜事清，其经历又让他不能坦荡地以遗民自居，又不肯靠着杜门祝发而寻求解脱，故而选取了绝句这种“既短又长”的诗体，在28字之内营造充足、浓厚的氛围，达到“既隐又显”的意境。如《丙戌南还赠别故侯家妓人冬哥四绝句》写黍离之悲，《赠歌者王郎十四绝句》讽刺龚鼎孳委身降清，《桂殇》更连组33绝句借悼念早殇的孙儿来追述抗清殉国的瞿式耜（在桂林殉难）和漂泊西南的永历帝（曾封桂王）。钱谦益对晚唐诗的全面把握使他改变了曾经对于诗歌单线、片面的理解，变得丰满、厚重了起来。但同杜诗相比，仍显得阴柔有余、雄浑不足，如周中孚评价说：“（钱谦益）志气衰飒，每一执笔，不胜山河陵谷之感。虽复敷衍成篇，亦往往如楚人之吟，楚囚之操，鼠忧蚓泣。”
随着亲身参与到反清复明运动并成为其中的核心人物，钱谦益的精神面貌发生了巨大的扭转，他不再以自叹失脚、徒悲黍离的遗民呻吟，而是作为为光复事业联络义士、毁家纾难的草莽孤臣。随着心理告别了过去的荣辱踏上新的征程，钱谦益诗歌风貌也发生了第三次变化，向着杜甫这一早年确定的最高目标全面逼近，尽管在具体的手法上是含咀西昆体、陆游、元好问甚至前后七子诸家。
郑成功在顺治十六年（永历十三年，1659年）的军事行动，钱谦益身在其中，写成了《投笔集》13叠。从最初的光复在望到最终的身死国亡，空前的事业落差既提供了空前的创作题材，也对钱谦益的毕生文学探索进行了空前的检验，最终使其比肩杜甫甚至在某些程度上更有超越。108首七律中喜、憾、悲、愁、怨等情绪交替出现，国运、神石、爱情、战阵、朋友、师生、等内容反复交织，对唐宋元明历代诗人的学习成果得以全面展现，最终成为了钱诗的集大成之作。

### 史学
钱谦益自幼博览群书，后以翰林的身份出入史馆，得以接触许多典籍史料，提出新的见解。
在建文帝下落之谜的公案上，钱谦益非常感兴趣。他坚定认为记载建文帝出逃事略的《致身录》和《从亡随笔》是伪书。但与此同时，钱谦益认为建文帝并未在靖难之役中自焚身亡，而提出了“文皇帝至心事”与“让皇帝之至德”。“文皇帝之心事”是主张明成祖明知建文帝未死，派出胡濙、郑和虚张声势、舍近求远地搜寻，恰恰是为了“迂其词以宽之”、“广其途以安之”，以姚广孝一言而释放建文帝的主录僧、罪过远朝方孝孺等人的溥洽，更是为了“慰藉少帝之心”，让他安心终老。“让皇帝之至德”则认为建文帝在从南京出逃以后，明明可以“凭仗祖德，依倚民怀”，则“散亡可以收合，蛮夷可以扇动”，但却甘心浪迹天涯。

### 藏书
家有絳雲樓，以藏書豐富著稱，曾购得明代刘凤、钱允治、杨仪、赵用贤的旧藏，收藏宋元孤本于其上，“书贾奔赴捆载无虚日”，“所积充牣，几埒内府”。钱谦益自己说：“我晚而贫，书则可云富矣。”顺治七年（永历四年，1650年）十月，绛云楼失火，藏书化为余烬，据说书楼起火时，钱谦益大叫：“天能烧我屋内书，不能烧我腹内书。”所遺書籍，儘數贈給族曾孫錢曾，錢曾死後，其書盡歸泰興季振宜。

### 围棋
钱谦益自幼即好下围棋，常因看棋太过投入而不知日夜。曾在常熟观看国手方渭津与林符卿对弈，不时发言，获得了方渭津“昕然许可”的赞赏。钱谦益同时也是中国历史上围棋入诗最多的诗人，《有学集》中收录以观棋为主题的绝句5组30首，《投笔集》中每叠的第3首均以棋局为喻。
钱谦益现存的围棋诗均写于入清之后，常借棋局咏叹时事，或抒发鼎革之痛、倾诉黍离之悲，或讽喻朝政得失、勾画光复大计。因文网严密，诗中多抑塞喷张之预，而有峥嵘萧瑟之风。
其中《观棋六绝句》与《后观棋六绝句》出自《有学集》中的《秋槐诗集》，为钱谦益在顺治五年（永历二年，1648年）秋羁押于南京时所作。当年金声桓、李成栋等降清明将在江西、广东反正，何腾蛟、堵胤锡等人光复湖南大部，郑成功的海上势力也有所扩张，全国的反清复明局势出现好转的迹象。钱谦益在诗中既表达了亡国楚囚的痛苦（如“白头灯影凉宵里，一局残棋见六朝”），也流露出了天下大局尚未底定、尚可一争先手的意思（如“当局休伦下子迟，争先一着有人知”），以及运筹帷幄、擘画大业的雄心（如“传语八公闲草木，谢公无事但围棋”）
顺治八年（永历五年，1651年），钱谦益“避寿”往南京，路过镇江时作《京口观棋六绝句》，收入《绛云楼余烬录》，表达了对光复大业遥遥无期的慨叹。
顺治十一年（永历八年，1654年），钱谦益再次往金华劝说马进宝反清复明，局势有所明朗，于是在路过杭州时作《武陵观棋六绝句》，收入《敬他老人集》。在这一组绝句中，钱谦益多次用反问句，表达了将要拨云见日的希望（如“急须覆手翻新局，莫对残灯复旧棋”、“满盘局面若为真？赌赛乾坤一番新”、“世间国手知谁是？镇日看棋莫下棋”、“一着先棋更不疑，侵边飞角欲何之？”）。

### 佛学
钱谦益一生愛好釋教，篤信“三生”、“转世”之说，又痛斥狂禅。
钱谦益曾著《楞嚴經疏解蒙鈔》（收入《卍續藏》第13 冊） 、《般若心經略疏小鈔》（收入《卍續藏》第26冊） 、《金剛般若波羅蜜經頌論疏記會鈔》；編定《紫栢尊者別集》（收入《卍續藏》第73冊）；訂正宋濂著、袾宏輯的《護法錄》（《嘉興藏》第21冊）。其中的《楞嚴經疏解蒙鈔》曾獲梁啟超稱贊。
入清之后，钱谦益努力在创作中塑造“遗民僧”的形象，以寄托故国之思和恢复之志，如“四钵尚擎殷粟米，七条还整汉威仪”。在参加反清复明运动时期，钱谦益认为“西方极乐国土之观，与吾人忠君爱国之心，同此心也”，为此结交了“遗民共作悲秋语”的读彻、“俯躬称国恩，敛容称故主”的道独等僧人。

## 著作
诗文辑成《初学集》110卷、《有学集》50卷、《投笔集》2卷、《苦海集》1卷及外集多种，还撰有《钱注杜诗》20卷。编订《列朝詩集》77卷、《吾炙集》1卷。还有《太祖实录辨证》5卷、《开国群雄事略》等。
《投笔集》是钱谦益毕生的集大成者，取班超“投笔从戎”的典故，共收录律诗108首，其中104首共13叠系步韵杜甫的《秋兴八首》而作，记录了从永曆十三年（顺治十六年，1659年）郑成功长江之役直到明朝彻底灭亡期间的经历与感情。其中不乏钱谦益亲身参与反清复明运动的记叙。陈寅恪评价说：“《投笔集》诸诗摹拟少陵，入其堂奥，自不待言。其此集牧斋诸诗中颇多军国之关键，为其所身预者，与少陵之诗仅为得诸远道传闻及追忆故国者有异。故就此点而论，《投笔》一集实为明清之诗史，较杜陵尤胜一筹，乃三百年来之绝大著作也。”《投笔集》亦对辛亥革命产生了间接的影响。

## 家庭

### 妻妾
钱谦益有妻陈氏以及妾朱氏、王氏，后与柳如是恋爱并在60岁时以匹嫡之礼迎娶柳如是，称之为“妻”。

### 子女
钱谦益共育有四子，见于记载的有两孙。据说后来钱谦益一脉“绝矣”。
- 长子钱佛霖，妻陈氏所出，早殇
- 次子钱檀僧，妾王氏所出，早殇
- 三子钱寿耇，天启三年（1623年）八月生，天启七年（1627年）五月十六日卒
- 四子钱孺贻，妾朱氏所出，又名孙爱、孺饴，崇祯二年（1629年）九月初九日生，在钱谦益去世后仕清，官至大理寺评事
- 孙钱佛日，字重光，又名桂哥，顺治八年（永历五年，1651年）正月生，顺治十五年（永历十二年，1658年）八月十五日卒
- 孙钱锦城，字镜先，生卒年不详。

## 評價

### 政治

#### 同时代
- 錢牧齋降後，嘗揭一聯於門，聯為「君恩深似海，臣節重如山」二句。後有人於聯下各添一字云：「君恩深似海矣！臣節重如山乎？」
- 陈子龙：“阁下雄才峻望，薄海具瞻，叹深微管，舍我其谁？”[138]
- 黄道周在就义的当天对他的朋友说：“虞山尚在，国史犹未死也。”[139][140]
- 黄宗羲：“四海宗盟五十年，心期末后与谁传？凭烟引烛烧残话，嘱笔完文抵债钱。红豆俄飘迷月路，美人欲绝指筝弦。平生知己谁人是？能不为公一泫然。”对钱谦益晚年的抗清活动大加肯定。[141]
- 阎尔梅：“绛云楼外凿山池，剪烛春宵念昔时。鼎甲高题神庙榜，先朝列刻党人碑。邵侯无奈称瓜叟，沈令何言答妓师。大节当年轻错过，闲中提起不胜悲。”[142]
- 归庄：“先生通籍五十余年，而立朝无几时，信蛾眉之见嫉，亦时会之不逢。抱济世之略，而纤毫不得展，怀无涯之志，而不能一日快其心胸……窥先生之意，亦悔中道之委蛇，思欲以晚盖，何天之待先生之酷，竟使之赍志以终。人谁不死，先生既享耄耋矣。”[143]
- 彭士望：“更有一老翁，破产图再兴。既毫气不衰，壮志能冥升。”[144]
- 有野史认为，顾炎武在顺治十二年处境危殆之时，其友归庄曾求救于钱谦益，钱谦益答应相救但要求以顾炎武拜师为前提。归庄知道顾炎武绝不会同意，乃私自代其写了门生帖子送到钱家。顾炎武解事后闻知，竟沿街贴出条子否认拜钱谦益为师。钱谦益听说后感叹“顾宁人也太倔强了”。但顾诚基于钱顾二人的关系以及钱谦益当时的处境，认为这个故事“是好事之徒编造出来的”且“根本不合情理”，因钱谦益“身为联络主谋，能隐瞒一人即可避免暴露更多的情节，盖救人即救己”。[145]

#### 清代
- 清高宗认为钱谦益是一个“有才无行之人”，降清之后“大节有亏，实不足齿于人类”，关涉“千古纲常名教之大关”，而《初学集》、《有学集》“其中诋谤本朝之处，不一而足”，属于“狂吠之语”，“尤为可卑可耻”，并将钱谦益的全部著作“早为销毁”，“勿令遗留片简”[146]
- 四库全书的编者认为，钱谦益“首鼠两端，居心反覆”，并引清初朱鹤龄关于元好问的评价称钱谦益既然“足践其土，口茹其毛，即无反詈之理”[147]。陈寅恪对此反驳称“夫牧斋所践之土乃禹贡九州相承之土，所茹之毛非女真八部所种之毛，馆臣阿媚世主之言抑何可笑。[40]”
- 乾隆时期的历史学家赵翼认为钱谦益降清之后“自托于前朝遗老”，后来的行为则是“借陵谷沧桑之感，以掩其一身两姓之惭”，“其人已无足观，诗亦奉禁，固不必论”。[148]
- 晚清周星誉因为钱谦益在其编纂的《列朝诗集》中不书“顺治”年号而只有干支纪年，批评说“时我世祖定鼎已六七年，而牧斋谬托于渊明甲子之例，于国号纪年皆削而不书，已悖甚矣”，“是时残明遗孽，犹假号岭越间，江浙遗民，与海上之师互为影响，故牧斋自附于孤臣逸老，想望中兴，以表其故国旧君之思，真无耻之尤者也。”[149]
- 自视为清朝“遗民”的刘声木认为，钱谦益“自知大节已亏，欲藉此以湔释耻辱，此所谓欲盖弥彰，忏悔何益？”[149]

#### 民国以后
- 张鸿：“先生以外家顾氏之产，置红豆山庄，托迹啸咏，人不措意，实则密使往来，传达消息，招募志士，调达军令，特为枢钥。读集中时有流露，否则吕留良、黄宗羲、归庄、邓起西、吴之振及松江、嘉定诸遗老，志节贞介。若稍有异趣，必至割席，何肯往来如家人兄弟乎？”[150]
- 章炳麟：“郑成功尝从受学，既而举舟师入南京，皖南诸府皆反正。谦益则和杜甫《秋兴》诗为凯歌，且言新天子中兴，己当席蒿待罪。当是时，谓留都光复在俾倪间，方偃卧待归命，而成功败。后二年，吴三桂弑末帝于云南，谦益复和《秋兴》诗以告哀。凡前后所和百章，编次为《投笔集》，其悲中夏之沉沦、与犬羊之俶扰，未尝不有余哀也。”[151]
- 柳亚子：“及去秋武昌发难，沪上亦义军特起。余为寓公斯土，方闭户吟虞山《秋兴》诸诗，以当铙吹。”
- 钱海岳：“……谦益清流领袖，首先迎附，皆为国罪人，乃失身于前，归正于后[27]”
- 陈寅恪认为钱谦益是“复国之英雄”[152]，对于钱谦益“应恕其前此失节之愆，而嘉其后来赎罪之意，始可称为平心之论。[135]”陈著《柳如是别传》一书对钱谦益有较多的同情，陈还作诗称：“送客筵前花中酒，迎春湖上柳同舟。纵回杨爱千金笑，终剩归庄万古愁。[153]”
- 顾诚认为，“降清的官员也不能一概而论……钱谦益就是一个相当特殊的例子”[32]，“幕后联络东南和西南复明势力高层人物的正是钱谦益。”[154]
- 钱仲联：“有清一代诗人，工七律者无过牧斋……然则牧斋志节，历久不渝，委曲求全，固不计一时之毁誉也。”[155]
- 吴晗：“人品实在差得很，年轻时是个浪子，中年是热中的政客，晚年是投清的汉奸，居乡时是土豪劣绅，在朝是贪官污吏。一生翻翻覆覆没有立场，没有民族气节，除了想作官以外，从没有想到别的。”[156]
- 中国大陆中国语言文学相关专业所一般使用的教材《中国文学史》（游国恩主编）认为，钱谦益“常常故意表示怀念故国，诋斥清朝，企图掩饰覥颜事敌的耻辱”，后来表达故国之思以及记录抗清心迹则是“虽然好像很沉痛，但是民族叛徒的罪名是洗刷不了的”[157]。

### 学术
- 黄宗羲称他为“王弇州（世贞）后文坛最负盛名之一”，其诗文“可谓堂堂之阵、正正之旗”，但却还有“不能入情”、“不能穷经”、“喜谈鬼神方外”、“词华每每重出”等弊病。[158]
- 凌凤翔：“前后七子而后，诗派即衰微矣，牧斋宗伯起而振之，而诗家翕然宗之，天下靡然从风，一归于正。其学之淹博、气之雄厚，诚足以囊括诸家，包罗万有，其诗清而绮，和而壮，感叹而不促狭，论事广肆而不诽排，洵大雅元音，诗人之冠冕也！”[159]
- 邹镃：“牧斋先生产于明末，乃集大成。其为诗也，撷江左之秀而不袭其言，并草堂之雄而不师其貌，间出入于中、晚、宋、元之间，而浑融流丽，别具炉锤。北地为之降心，湘江为之失色矣。”[160]
- 《清史稿》：“钱谦益……博学工词章……为文博赡，谙悉朝典，诗尤擅其胜。明季王、李号称复古，文体日下，谦益起而力振之。”[161]
- 徐世昌：“牧斋才大学博，主持东南坛坫，为明清两代诗派一大关键。”[162]
- 陈寅恪认为，阅读钱谦益和柳如是的诗文，往往能“窥见其孤怀遗恨，有可以令人感泣不能自已者焉”，应当“珍惜引申，以表彰我民族独立之精神、自由之思想”。[5]
- 吴晗：“就钱牧斋对明初史料的贡献说，我是很推崇这个学者的。二十年前读他的《初学集》、《有学集》、《国初群雄事略》、《太祖实录辨证》诸书，觉得他的学力见解，实在比王弇州、朱国祯高。”[156]